# Аполо 8
Аполо 8 (на английски: Apollo 8) е първият пилотиран космически кораб напуснал земната орбита и достигнал Луната. Това е втората пилотирана мисия по програмата Аполо на НАСА, като за първи път тристепенната ракета-носител Сатурн V излита с екипаж на борда. Целта на експедицията е достигане на естествения спътник на Земята, влизане в окололунна орбита, заснемане и набелязване подходящи места за прилуняване на бъдещи мисии, завръщане и приводняване в предварително набелязан район на родната планета. За първи път членовете на Аполо 8 преминават границата на радиациония пояс на Земята и достигайки Луната преминават на орбита около друго космическо тяло. Франк Борман, Джеймс Ловел и Уилям Андерс са първите хора видели с очите си обратната страна на Луната.

## Общи сведения
В надпреварата със СССР по времето на Студената война за усвояването на космическото пространство, през лятото на 1968 г. НАСА взима решение за ускорявяне работата на програма Аполо. Появилите се сведения и полетите по съветската програма Зонд карат ръководството да прескочи окончателното завършване на изпитанията на Лунният модул и взима решение за изпращането на кораб до Луната без него.

## Полет
Корабът е изстрелян в 12ч. 51м. 00с. UTC на 21 декември 1968 г. от стартов комплекс LC 39A на Космически център Кенеди Флорида. Изведен е на ниска земна орбита с апогей 191.3 км. и перигей 181.5 км. След две обиколки около Земята са включени двигателите на третата степен и астронавтите се отправят на път към Луната. Членовете на екипажа на Аполо 8 са пионери в няколко дяла от пилотираните космически полети. Те за първи път излитат с тристепенната Сатурн V, използвайки третата степен на ракетата за ускоряване и напускане на околоземната орбита, достигайки най-висока скорост от 10.822 км/с. По време на полета за първи път екипаж извършва маневра за влизане в орбита около друго космическо тяло без команди от Земята. При навлизането в зоната на космическа радиосянка е включен двигателят на командния модул и Аполо 8 става първият пилотиран космически кораб станал спътник на Луната с периселений 96.8 км и апоселений 270.5 км. Направени са много снимки и топографски измервания, като са набелязани и картографирани специфични лунни обекти за бъдещите посетители на нашия естествен спътник. За първи път е фотографиран изгрева и залеза на Земята върху лунния хоризонт. В навечерието на Коледа астронавтите излъчват пряко телевизионно предаване продължило 24 минути, като са показани лунните пейзажи от камерата която те носят със себе си. Аполо 8 прави общо 10 лунни обиколки и отново на обратната страна на Луната е включен главният двигател за ускорение и преминаване в балистична траектория която води кораба по обратния път към родната планета. Спускаемата капсула се приводнява в южния Пасифик призори на 27 декември (15 ч. 51 м. 42 с. UTC) и астронавтите са качени на борда на самолетоносача Йорктаун 90 минути по-късно.

## Екипаж
| Пост                     | Астронавт                          |
| ------------------------ | ---------------------------------- |
| Командир                 | Франк Борман два космически полета |
| Пилот на командния модул | Джеймс Ловел три космически полета |
| Пилот на лунния модул    | Уилям Андерс един космически полет |

- Броя на полетите за всеки астронавт е преди и включително тази мисия.

## Дублиращ екипаж
| Пост                     | Астронавт                                |
| ------------------------ | ---------------------------------------- |
| Командир                 | Нийл Армстронг един космически полет     |
| Пилот на командния модул | Едуин „Бъз“ Олдрин един космически полет |
| Пилот на лунния модул    | Фред Хейз                                |

- Броя на полетите за всеки астронавт е преди тази мисия.

## Снимки от Аполо 8
- Командно-сервизният модул (CSM 103)
- Аполо 8 на път за LC-39A
- Третата степен (S-IVB) на Сатурн V
- Луната от близо
- Луната от близо
- Посрещане на 
„USS Yorktown“
- Космическата капсула на Аполо 8 (CM 103)